# 時代小説ザ・ベスト
時代小説 ザ・ベスト（じだいしょうせつザ・ベスト）は、日本文藝家協会によって編集され、集英社から発売されている歴史・時代小説のアンソロジーシリーズ。
前年に発表された短編の中から、特に優れたものを精選する。1955年から2014年に渡って発売されていた「代表作時代小説」を前身とする。

## 収録作品
- 時代小説 ザ・ベスト2016
藤原緋沙子『梅香餅』
天野純希『直隆の武辺』
小島環『泣き娘』
中嶋隆『山の端の月』
木内昇『呑龍』
宇江佐真理『青もみじ』
木下昌輝『クサリ鎌のシシド』
澤田瞳子『名残の花』
朝井まかて『紛者』
伊東潤『家康謀殺』
※2016年版のみ、2014～15年発表の作品から選出。

- 時代小説 ザ・ベスト2017
青山文平『役替え』
折口真喜子『歳神』
花房観音『生仏』
植松三十里『流人富士』
奥山景布子『鈴の恋文』
武内涼『越後の女傑』
西山ガラシャ『鯰のひげ』
村木嵐『伊賀越え』
小松エメル『嘘とまこと』
仁志耕一郎『へうげの茶』
谷津矢車『雲州下屋敷の幽霊』
吉川永青『不屈なれ』

- 時代小説 ザ・ベスト2018
中嶋隆『子捨て乳母』
澤田瞳子『清経の妻』
永井紗耶子『つはものの女』
木下昌輝『怪僧恵瓊』
天野純希『鬼の血統』
上田秀人『夢想腹』
村木嵐『雲のあわい』
高橋直樹『初陣・海ノ口』
簑輪諒『川中島を、もう一度』
東郷隆『筋目の関ヶ原』